# Петар Лупа
Петар Лупа (грч. Petros Lupas; Клисура (Грчка), 20. јун 1921 — Београд, 6. децембар 1997) био је српски филмски глумац. 
Петар Лупа је био јединствена и непоновљива фигура домаћег филма. Остаће упамћен највише као доброћудни брадати декица ниског раста и специфичног лика, гласа и говора. У дугој и богатој каријери остварио је улоге у више од 40 играних филмова, не рачунајући ТВ драме и серије.
Најпознатију улогу је остварио у филму Ко то тамо пева у улози свештеника.

## Улоге
| Год.     | Назив                                      | Улога                                  |
| -------- | ------------------------------------------ | -------------------------------------- |
| 1950.-те |                                            |                                        |
| 1957.    | Срећа малих мишева (кратак филм)           |                                        |
| 1958.    | Чежња (кратак филм)                        |                                        |
| 1960.-те |                                            |                                        |
| 1960.    | Вртешка (кратак филм)                      |                                        |
| 1960.    | Важне вести (кратак филм)                  |                                        |
| 1962.    | Капи, воде, ратници                        |                                        |
| 1963.    | Град                                       | Тип                                    |
| 1965.    | Непријатељ                                 |                                        |
| 1965.    | Клаксон                                    | Кувар                                  |
| 1966.    | Повратак                                   |                                        |
| 1966.    | Топле године                               |                                        |
| 1967.    | Буђење пацова                              | Тип који спаљује папире                |
| 1967.    | Кад будем мртав и бео                      | Шофер                                  |
| 1968.    | Делије                                     | Професор                               |
| 1968.    | Бекства                                    |                                        |
| 1968.    | Сирота Марија                              | Хармоникаш                             |
| 1968.    | Парничари (серија)                         | Жика                                   |
| 1968.    | Узрок смрти не помињати                    |                                        |
| 1969.    | Заседа                                     | Сеоски милицајац                       |
| 1969.    | Музиканти (серија)                         |                                        |
| 1969.    | Вране                                      | Месар                                  |
| 1970.-те |                                            |                                        |
| 1970.    | Бурдуш                                     |                                        |
| 1970.    | Љубав на сеоски начин (серија)             | Поп Јова                               |
| 1971.    | Чедомир Илић (ТВ серија)                   | Марјан - гост у кафани                 |
| 1971.    | Опклада                                    | Шибицар                                |
| 1971.    | Сладак живот на српски начин               |                                        |
| 1972.    | Како су се волеле две будале (кратак филм) | Његов отац                             |
| 1972.    | Мајстори (серија)                          | Коцкар                                 |
| 1972.    | Трагови црне девојке                       | ловац                                  |
| 1973.    | Филип на коњу (мини-серија)                | Немачки војник 2                       |
| 1973.    | Камионџије (серија)                        | Ташенка                                |
| 1973.    | Наше приредбе (ТВ серија)                  |                                        |
| 1973.    | Жута                                       | Антонио Балоњерос                      |
| 1973.    | Павиљон број шест                          | Пацијент                               |
| 1974.    | Недеље са Ањом (ТВ)                        | Конобар                                |
| 1974.    | Заклетва                                   |                                        |
| 1975.    | Тестамент                                  |                                        |
| 1975.    | Ђавоље мердевине (серија)                  |                                        |
| 1976.    | Метак у леђа (ТВ)                          | Четник                                 |
| 1976.    | Чувар плаже у зимском периоду              |                                        |
| 1976.    | Грлом у јагоде (серија)                    |                                        |
| 1977.    | Лептиров облак                             |                                        |
| 1977.    | Специјално васпитање                       | Трећи пијанац                          |
| 1977.    | Хајка                                      | Четник                                 |
| 1977.    | Луде године                                | Пијанац                                |
| 1977.    | Шта се догодило са Филипом Прерадовићем    | скитница                               |
| 1978.    | Павиљон 6                                  | пацијент                               |
| 1979.    | Кост од мамута                             | пацијент                               |
| 1979.    | Градилиште                                 | Раде - радник на градилишту            |
| 1980.-те |                                            |                                        |
| 1980.    | Петријин венац                             | Никола Дрвењак                         |
| 1980.    | Дошло доба да се љубав проба               | Пијанац                                |
| 1980.    | Ко то тамо пева                            | Поп                                    |
| 1980.    | Врућ ветар (серија)                        | Стева                                  |
| 1980.    | Нешто из живота                            | Пијанац поред билијар стола            |
| 1980.    | Швабица                                    |                                        |
| 1981.    | Сок од шљива                               | Барјактар на свадби                    |
| 1981.    | Доротеј                                    | Меропах (Себар)                        |
| 1981.    | Дечко који обећава                         | Купац кола                             |
| 1981.    | Светозар Марковић (серија)                 |                                        |
| 1982.    | Приче преко пуне линије (серија)           |                                        |
| 1982.    | Маратонци трче почасни круг                | Мањи гробар                            |
| 1982.    | Саблазан                                   | Гробар                                 |
| 1983.    | Балкан експрес                             |                                        |
| 1983.    | Задах тела                                 |                                        |
| 1983.    | Још овај пут                               | Робијаш костимограф и картарош         |
| 1983.    | Иди ми, дођи ми                            | Диригент на проби                      |
| 1983.    | Шећерна водица                             |                                        |
| 1984.    | Камионџије опет возе                       | Гаша                                   |
| 1984.    | Камионџије 2 (мини-серија)                 | Живојинов отац                         |
| 1984.    | Не тако давно (серија)                     |                                        |
| 1984.    | Крај рата                                  | Човек пред чијом кућом је убијен Хаско |
| 1984.    | Балкан експрес (ТВ серија)                 |                                        |
| 1984.    | Давитељ против давитеља                    | Сумњивац у реду за препознавање        |
| 1986.    | Мисс                                       |                                        |
| 1986.    | Фрка (серија)                              |                                        |
| 1986.    | Медвед 007 (ТВ)                            |                                        |
| 1987.    | Човек у сребрној јакни                     |                                        |
| 1987.    | На путу за Катангу                         | Радник у хамбургерници                 |
| 1988.    | Срце и њена деца                           | Дедица                                 |
| 1988.    | Мала Нада (серија)                         | Хармоникаш                             |
| 1989.    | Вампири су међу нама                       |                                        |
| 1989.    | Како је пропао рокенрол                    | Комшија са пушком                      |
| 1989.    | Сазвежђе белог дуда (серија)               | Продавац пића                          |
| 1990.-те |                                            |                                        |
| 1990.    | Ред и мир (кратак филм)                    |                                        |
| 1991.    | Свемирци су криви за све                   | Гласач са шубаром                      |
| 1992.    | Јуриш на скупштину                         | Сподоба                                |
| 1992.    | Булевар револуције                         | Босин пријатељ пијанац                 |
| 1992.    | Секула невино оптужен                      |                                        |
| 1993.    | Три карте за Холивуд                       | Старац                                 |
| 1994.    | Човек у празној соби                       |                                        |